# Józef Relidzyński
Józef Relidzyński (ur. 11 stycznia 1886 w Kielcach, zm. 7 stycznia 1964 w Dartford) – polski poeta, pisarz, scenarzysta i legionista, zastępca członka Zarządu Okręgu Stołecznego Związku Legionistów Polskich od 1937 roku, kawaler Orderu Virtuti Militari.

## Życiorys
Gimnazjum ukończył w Warszawie. Studiował przez rok w „Akademie der Sozial-und Handelswissenschaften” we Frankfurcie nad Menem, a następnie przez dwa lata na Wydziale Filozoficznym Uniwersytetu Jagiellońskiego (prawdopodobnie jako wolny słuchacz). Debiutował jako pisarz w 1904 opowiadaniem „W godzinę smutku i tęsknoty” („Dziennik Poznański”). Współpracował też z „Bluszczem”, „Krytyką”, „Kurierem Warszawskim”, „Nową Reformą”, „Sfinksem”, „Słowem Polskim”, „Światem” oraz „Tygodnikiem Illustrowanym”. W 1907 ogłosił broszurę „W kwestii żydowskiej”. W 1908 debiutował jako poeta tomem poetyckim Poezje, chwalonym przez Kazimierza Tetmajera. W tym czasie był członkiem „Sokoła”, jak również aktorem warszawskich, lwowskich i krakowskich scen teatralnych. Podczas I wojny światowej był żołnierzem 4. pułku piechoty Legionów (adiutant Andrzeja Galicy). Wydał wtedy trzy tomiki poetyckie: Wieją wiosenne wiatry, Laury i ciernie i Pędzącą sławę. Był internowany w obozie w Beniaminowie przez Austriaków.
Był żonaty (od 1919) z Wandą z Zybertów Jarszewską, aktorką teatralną i filmową, z którą miał córkę.
W 1920 był sekretarzem i referentem prasowym w delegacji do rokowań polsko-radzieckich w Mińsku. W 1922 wystąpił z armii. W 1925 należał do założycieli PEN Clubu polskiego i był jego sekretarzem generalnym. W 1932 został naczelnikiem, zajmującego się cenzurą filmów, Centralnego Biura Filmowego przy Ministerstwie Spraw Wewnętrznych (promował go Bronisław Pieracki). W latach 1926–1928 był redaktorem naczelnym miesięcznika Lot Polski o tematyce obronności, obrony powietrznej i lotnictwa.
Podczas dwudziestolecia międzywojennego był twórcą literatury rozrywkowej oraz sensacyjnej. Walczył w czasie kampanii wrześniowej. Internowany przez Rosjan po 17 września 1939 (przebywał w Wilnie). Wstąpił do armii generała Andersa, a po zakończeniu II wojny światowej zamieszkał w Anglii (od 1948), gdzie publikował w prasie polonijnej. Był członkiem Związku Pisarzy Polskich na Obczyźnie. Mieszkał w polskim schronisku wojskowym „Antokol” w Beckenham. Zmarł w Dartford. Pochowany na Elmers End Cemetery w Birkbeck (Kent).
Autor m.in. „Pieśni Legionów” (Okwieciła się dziś ziemia wiosną...) oraz „Roty Piłsudczyków”, powstałej na wieść o wywiezieniu Józefa Piłsudskiego do więzienia w Magdeburgu (1917).

## Ordery i odznaczenia
- Krzyż Srebrny Orderu Wojskowego Virtuti Militari (1922)[5]
- Krzyż Niepodległości (22 grudnia 1931)[6]
- Krzyż Walecznych (trzykrotnie)
- Złoty Krzyż Zasługi (11 listopada 1936)[7]

## Dzieła
- Wieją wiosenne wiatry. Poezje wolnościowe i legionowe (tomik, 1916; odzewem na ten tom był wiersz Jana Lechonia P. Józefowi Relidzyńskiemu z tego samego roku),
- Traugutt (dramat),
- Duma o księciu Józefie (oba powyższe w zbiorze Laury i ciernie, 1917),
- Tryptyk listopadowy (trzy tomy, 1920),
- Rota Górnoślązaków (1920, parafraza „Roty” autorstwa Marii Konopnickiej),
- Pędząca sława. Wiersze i fragmenty (tom, 1921),
- Nad żołnierza nie masz pana… Pieśni żołnierskie (1921),
- Gałąź cyprysu. Liryki (1921),
- Nike Legionów. Poezje (1922),
- Tajemnica przystanku tramwajowego (opowiadanie i scenariusz filmowy, 1922),
- Niewolnica miłości (scenariusz filmowy, 1923),
- Noc miłosna kawalera de la Croix (opowiadanie, 1923),
- Z dni krwi i chwały (opowiadanie, 1925),
- Czarna dama. Historie groteskowe (opowiadanie, 1927),
- Viola d’amore (poemat, 1928),
- Powrót z tamtego świata (opowiadanie, 1928),
- Tajemnica skrzynki pocztowej (scenariusz filmowy, 1929),
- Maska z pałacu królewskiego (opowiadanie, 1931),
- powieści: Niewolnica miłości (1923), Romans znajdy (1927), Miłość Renaty Jazłowieckiej (1932),
- U źródeł mocy i wielkości Józefa Piłsudskiego (1945, Tel-Awiw),
- Dwa miasta (Lwów-Wilno). Poemat (1946, Jerozolima),
- Rapsod Warszawy (1946, Jerozolima)[2].